# Serrall de la Cova
El Serrall de la Cova és una serra situada entre els municipis de Vallclara i Vimbodí i Poblet, a la comarca de la Conca de Barberà, amb una elevació màxima de 634 metres.